# Legge di Benford
La distribuzione di Benford, meglio nota come legge di Benford, o come legge della prima cifra, descrive la distribuzione di probabilità con cui compare la prima cifra dei numeri in molti esempi di raccolte di dati reali (per esempio: popolazione dei comuni, quotazioni di azioni, costanti fisiche o matematiche, numero di strade esistenti nelle località). Nel caso della cifra "1", per esempio, questa variabile casuale discreta dovrebbe essere nel 30,1% dei casi la prima cifra. La funzione di probabilità è data da
{\displaystyle P(n)=\log _{10}(n+1)-\log _{10}(n)=\log _{10}(1+1/n)}
Una delle estensioni della legge di Benford prende in considerazione la coppia delle prime due cifre (da 10 a 99 dunque), lasciando invariata la formula, ma modificandone solo l'intervallo di validità, da [1,9] a [10,99].

## Intuizione
Una breve spiegazione intuitiva del perché una tale disparità di distribuzione accada in "natura" (con la cifra "1" che si presenta con maggior frequenza, poi, a seguire, la cifra 2 e così via) tiene conto del fatto che nel contare si inizia dal numero 1 in avanti fino al 9. Se si restringe il campo ai soli numeri da 1 a 9 è chiaro che la probabilità che una cifra inizi con 1 o 2 o 3 o 9 debba essere sempre uguale. Laddove, però, già si inizino a prendere in considerazione i numeri da 1 a 20, vi saranno molti più numeri che iniziano con la cifra 1 (da 10 a 19). Se si prendono quelli da 1 a 30, si avranno molti che iniziano con 1 ma anche con 2. Come si può facilmente notare, per avere, ad esempio, numeri che inizino con 9, occorre andare molto in là con i numeri. Lo stesso discorso si può fare con insiemi di numeri di più cifre, per cui in una distribuzione di numeri legati a superfici, popolazioni, sarà più alta la probabilità di averne che inizino con 1 piuttosto che con 9. La cosa comunque singolare è che Benford riuscì a far vedere che, per molte distribuzioni, la probabilità che un numero inizi con una certa cifra tra 1 e 9 è sempre la stessa (30,1% per la cifra 1, 17,6% per la cifra 2, 4,6% per la cifra 9).

## Storia

### Scoperte, riscoperte e approfondimenti
La legge di Benford pare sia stata scoperta dal matematico e astronomo Simon Newcomb e descritta nell'"American Journal of Mathematics" nel 1881. Secondo quello che forse è solo un aneddoto, Newcomb notò come, nei libri con le tavole dei logaritmi, le pagine con le tabelle aventi "1" quale prima cifra fossero molto più sporche delle altre, forse perché usate più spesso. Venne controargomentato che in qualsiasi libro al quale si accede alle pagine in modo sequenziale le prime sarebbero state più usate delle ultime.
In seguito, nel 1938, fu il fisico Frank Albert Benford ad analizzare raccolte di numeri provenienti da molti altri ambiti di applicazione e questo fece sì che la legge venisse attribuita al suo nome.
Nel 1996, Ted Hill dimostrò il teorema sulle distribuzioni miste.

### I dati presentati da Benford nel 1938
| Titolo             | 1     | 2     | 3     | 4     | 5     | 6     | 7     | 8     | 9    | Valori |
| ------------------ | ----- | ----- | ----- | ----- | ----- | ----- | ----- | ----- | ---- | ------ |
| Fiumi, superfici   | 31,0  | 16,4  | 10,7  | 11,3  | 7,2   | 8,6   | 5,5   | 4,2   | 5,1  | 335    |
| Popolazione        | 33,9  | 20,4  | 14,2  | 8,1   | 7,2   | 6,2   | 4,1   | 3,7   | 2,2  | 3259   |
| Costanti           | 41,3  | 14,4  | 4,8   | 8,6   | 10,6  | 5,8   | 1,0   | 2,9   | 10,6 | 104    |
| Quotidiani         | 30,0  | 18,0  | 12,0  | 10,0  | 8,0   | 6,0   | 6,0   | 5,0   | 5,0  | 100    |
| Calore specifico   | 24,0  | 18,4  | 16,2  | 14,6  | 10,6  | 4,1   | 3,2   | 4,8   | 4,1  | 1389   |
| Pressioni          | 29,6  | 18,3  | 12,8  | 9,8   | 8,3   | 6,4   | 5,7   | 4,4   | 4,7  | 703    |
| H.P. Lost          | 30,0  | 18,4  | 11,9  | 10,8  | 8,1   | 7,0   | 5,1   | 5,1   | 3,6  | 690    |
| Peso molecolare    | 26,7  | 25,2  | 15,4  | 10,8  | 6,7   | 5,1   | 4,1   | 2,8   | 3,2  | 1800   |
| Drenaggio          | 27,1  | 23,9  | 13,8  | 12,6  | 8,2   | 5,0   | 5,0   | 2,5   | 1,9  | 159    |
| Peso atomico       | 47,2  | 18,7  | 5,5   | 4,4   | 6,6   | 4,4   | 3,3   | 4,4   | 5,5  | 91     |
| 1/n, √n            | 25,7  | 20,3  | 9,7   | 6,8   | 6,6   | 6,8   | 7,2   | 8,0   | 8,9  | 5000   |
| Design             | 26,8  | 14,8  | 14,3  | 7,5   | 8,3   | 8,4   | 7,0   | 7,3   | 5,6  | 560    |
| Reader's Digest    | 33,4  | 18,5  | 12,4  | 7,5   | 7,1   | 6,5   | 5,5   | 4,9   | 4,2  | 308    |
| Coste              | 32,4  | 18,8  | 10,1  | 10,1  | 9,8   | 5,5   | 4,7   | 5,5   | 3,1  | 741    |
| X-Ray Volts        | 27,9  | 17,5  | 14,4  | 9,0   | 8,1   | 7,4   | 5,1   | 5,8   | 4,8  | 707    |
| American League    | 32,7  | 17,6  | 12,6  | 9,8   | 7,4   | 6,4   | 4,9   | 5,6   | 3,0  | 1458   |
| Blackbody          | 31,0  | 17,3  | 14,1  | 8,7   | 6,6   | 7,0   | 5,2   | 4,7   | 5,4  | 1165   |
| Indirizzi          | 28,9  | 19,2  | 12,6  | 8,8   | 8,5   | 6,4   | 5,6   | 5,0   | 5,0  | 342    |
| n, n², n³, …, n!   | 25,3  | 16,0  | 12,0  | 10,0  | 8,5   | 8,8   | 6,8   | 7,1   | 5,5  | 900    |
| Tassi di mortalità | 27,0  | 18,6  | 15,7  | 9,4   | 6,7   | 6,5   | 7,2   | 4,8   | 4,1  | 418    |
| Media              | 30,6  | 18,5  | 12,4  | 9,4   | 8,0   | 6,4   | 5,1   | 4,9   | 4,7  | 1011   |
| Errore probabile   | ± 0,8 | ± 0,4 | ± 0,4 | ± 0,3 | ± 0,2 | ± 0,2 | ± 0,2 | ± 0,3 |      |        |

Nella tabella, la prima colonna indica il tipo di dato considerato e l'ultima indica il corrispondente numero di dati considerati. Le altre colonne indicano la frequenza con cui ciascun numero compare come prima cifra.